# Johnny, l'indiano bianco
Johnny, l'indiano bianco (The Light in the Forest) è un film del 1958 diretto da Herschel Daugherty, interpretato da James MacArthur, Fess Parker, Wendell Corey, Frank Ferguson, Jessica Tandy e Joanne Dru. Si basa sul libro The Light in the Forest di Conrad Richter, pubblicato originariamente nel 1953.

## Trama
Johnny è stato rapito in tenera età dagli indiani, è cresciuto con loro e non vuole saperne di tornare a vivere nella casa del suo vero padre. Costretto con la forza, ha dei seri problemi di adattamento, aggravati dal disprezzo che i bianchi provano nei confronti delle sue abitudini da pellerossa. Soltanto dopo aver fatto a pugni battendo il più agguerrito dei suoi denigratori, Johnny può ricominciare a vivere.

## Distribuzione
Il film uscì negli USA e Canada l'8 luglio 1958; in Italia il 28 marzo 1959.